# Uimitoarele aventuri ale lui Robinson Crusoe
Uimitoarele aventuri ale lui Robinson Crusoe (în rusă Жизнь и удивительные приключения Робинзона Крузо, transliterat: Jizn i udivitelnîe Robinzona Kruzo) este un film de aventuri sovietic din 1973, regizat de Stanislav Govoruhin după un scenariu inspirat din romanul Robinson Crusoe (1719) al scriitorului englez Daniel Defoe. Rolurile principale au fost interpretate de actorii Leonid Kuravliov (Robinson Crusoe), Irakli Hizanișvili („Vineri”) și Evgheni Jarikov (căpitanul corabiei deturnate în urma revoltei).
Popularul roman al lui Daniel Defoe, sursa de inspirație a filmului, prezintă povestea marinarului englez Robinson Crusoe care a supraviețuit în mod miraculos naufragiului navei sale la jumătatea secolului al XVII-lea și a ajuns pe o insulă pustie, unde a trăit 28 de ani din viața sa. Ecranizarea sovietică a romanului a fost produsă de Studioul Cinematografic din Odesa și a fost filmată în peninsula Crimeea (RSS Ucraineană), în raionul Suhumi din RASS Abhază (RSS Gruzină) și pe insula Șikotan din sud-vestul arhipelagului Kurilelor (regiunea Sahalin, RSSF Rusă).
Filmul Uimitoarele aventuri ale lui Robinson Crusoe s-a bucurat de o popularitate considerabilă în Uniunea Sovietică, fiind vizionat de 26,3 milioane de spectatori, și a ajuns popular, de asemenea, în Polonia, unde a fost vizionat de 1,742 milioane de spectatori și a devenit astfel cel mai de succes film sovietic difuzat în această țară în anii 1970.

## Rezumat
În urma unei furtuni, nava pe care se afla naufragiază, iar Robinson este adus de apă pe o insulă pustie. El este singurul supraviețuitor, deoarece toți ceilalți marinari au murit. Este cuprins la început de deznădejde și începe să se îndoiască de puterile sale, crezând că va înnebuni sau se va transforma într-un animal sălbatic, dar, urmărind încercările unei insecte de a ieși de fiecare dată la suprafață după ce este acoperită de nisip, dobândește ambiția de a lupta cu destinul. Înoată către epava navei, care eșuase lângă coastă, și aduce de acolo câteva obiecte care i se par utile. Robinson își construiește apoi un adăpost pe insulă și transformă insula într-un cămin. Odată cu transformarea insulei, personajul începe să se transforme pe sine.
Viața solitară a naufragiatului continuă, iar, după mai mulți ani de izolare, Robinson salvează de canibalism un băștinaș pe care-l poreclește „Vineri”. Șederea sa pe insulă se încheie după douăzeci și opt de ani, două luni și nouăsprezece zile.

## Distribuție
- Leonid Kuravliov — Robinson Crusoe, un marinar englez care a naufragiat pe o insulă pustie[3][5][6][8][13]
- Irakli Hizanișvili — „Vineri”, un băștinaș caraibian pe care Crusoe îl salvează de canibalism și care îi devine servitor și prieten[3][5][6][8][13]
- Evgheni Jarikov — căpitanul corabiei deturnate în urma revoltei[3][5][13]
- Vladlen Paulus — Bill Atkins, tâmplarul corabiei, unul din instigatorii revoltei[3][5][13]
- Aleksei Safonov — șeful de echipaj al corabiei (boțmanul), unul din instigatorii revoltei[3][5][13]
- Vladimir Marenkov — Jack Woodley, marinar trecut de partea căpitanului[3][5][13]
- Valentin Kulik — secundul corabiei[3][5][13]
- Vladimir Malțev[3][5][13]
- Igor Varpa[3][5][13]
- Serghei Gabnia — marinar participant la revoltă[3][5][13]
- Șalva Ghițba[3][13]
- Krzysztof Gruber — Bob, marinar trecut de partea căpitanului[3][13]
- Vladimir Gusev[3][13]
- Aleksei Ermolov[3][13]
- Nurbei Kamkia[3][13]
- A. Kulikov[3][13]
- Ermengheld Konovalov — Bill, marinar negru aflat de partea căpitanului[3][13]
- A. Lahno[3][13]
- Oleg Lagvilava[3][13]
- N. Maskulia[3][13]
- O. Momint[3][13]

### Dublaj de voce (în limba rusă)
- Aleksei Konsovski⁠(d) — Robinson Crusoe[13]

## Producție
Scenariul acestui film a fost scris de Feliks Mîroner pe baza romanului Robinson Crusoe (1719) al scriitorului englez Daniel Defoe, care prezintă aventurile unui marinar englez naufragiat pe o insulă pustie, unde a trăit pe parcursul următorilor 28 de ani din viață. Romanul a ajuns foarte popular în rândul copiilor și are un caracter educativ, deoarece promovează valori nobile precum curajul, vitejia, capacitatea de a nu renunța, bunătatea și prietenia. Peripețiile naufragiatului Robinson, confruntat cu vitregiile vieții pe o insulă pustie, i-au întristat, înduioșat sau încântat pe cititorii cărții și au devenit cunoscute în întreaga lume. Ecranizarea sovietică a romanului a fost produsă de Studioul Cinematografic din Odesa și regizată de cineastul rus Stanislav Govoruhin, ajutat de regizoarea secundară V. Kaminskaia și de asistenții de regie Liudmila Demcenko, V. Ceabanov și Iuri Cernîi. Govoruhin era cunoscut în acea vreme îndeosebi ca realizator al filmului istoric de acțiune Explozia albă (1969) și a pus accentul în această ecranizare pe forța morală a omului de a supraviețui unor împrejurări potrivnice. Producția a fost coordonată de directoarea Serafîma Beniova și de redactorul I. Aleevska (I. Aleevskaia).
Filmările au avut loc pe peliculă color în cursul anului 1972 și au fost executate de operatorii V. Borodai, Volodîmîr Breheda și Iuri Romanovski și de asistenții K. Kudreavțev și I. Putilin, sub coordonarea directorului de imagine Oleg Martînov. S-a filmat în climatul subtropical al raionului Suhumi din RASS Abhază (RSS Gruzină) și în zona litorală Ialta a peninsulei Crimeea (RSS Ucraineană), unde s-a navigat cu goeleta „Espaniola” (Эспаньола). Cu toate acestea, aproape toate perspectivele Insulei Robinson văzute de pe mare sunt din Capul Capătul Lumii de pe insula Shikotan (o insulă sud-vestică a arhipelagului Kurilelor, aflată la granița cu Japonia și inclusă atunci în regiunea Sahalin a RSSF Ruse). Rolurile principale au fost interpretate de actorii Leonid Kuravliov (Robinson Crusoe), Irakli Hizanișvili („Vineri”) și Evgheni Jarikov (căpitanul corabiei deturnate în urma revoltei). Dresorul animalelor care apar în film a fost V. Bondarevskîi.
Decorurile filmului au fost proiectate de scenograful Volodîmîr Șînkevîci și machiajul a fost realizat de V. Laferova, sub coordonarea scenografului șef Serghei Iukin. Sunetul a fost înregistrat de inginerii Raisa Vațik și Eduard Honcearenko, iar muzica a fost compusă de compozitorii armeni frați Evgheni Ghevorghean și Andrei Ghevorghean, pe baza concertelor pentru vioară Anotimpurile ale lui Antonio Vivaldi, și a fost interpretată de Orchestra Comitetului de Stat pentru Cinematografie al Consiliului de Miniștri al URSS, sub bagheta dirijorului Iuri Nikolaevski. Montajul peliculei a fost realizat de Valentina Oleinik. Durata filmului este de 92 de minute sau, după altă sursă, de 89 de minute, iar lungimea peliculei este de 2516 metri.

## Recepție

### Lansare
Uimitoarele aventuri ale lui Robinson Crusoe a fost lansat în Uniunea Sovietică pe 27 august 1973 (sau, după altă sursă, pe 3 septembrie 1973) și a avut parte de un mare succes comercial, fiind vizionat de 26,3 milioane de spectatori în cinematografele de pe teritoriul unional. El a fost distribuit apoi și în alte țări precum Finlanda (14 septembrie 1973), Republica Socialistă România (3 decembrie 1973), Republica Democrată Germană (12 aprilie 1974, premieră TV pe 10 ianuarie 1976 la DFF 1), Republica Populară Ungară (19 septembrie 1974), Argentina (3 octombrie 1974), Uruguay (18 mai 1975), Suedia (18 octombrie 1975), Republica Federală Germania (premieră TV pe 8 ianuarie 1977 la ARD) și Danemarca (25 februarie 1988, la Săptămâna Filmului Sovietic). Filmul a devenit popular și în Polonia, unde a fost vizionat de 1,742 milioane de spectatori și a devenit astfel cel mai de succes film sovietic difuzat în această țară în anii 1970.
Premiera filmului în România a avut loc în ziua de 3 decembrie 1973 la cinematograful „Lumina” din București, după ce fusese anunțată în presă încă din 30 noiembrie 1973; filmul, care a fost considerat o ecranizare a cunoscutului roman al lui Daniel Defoe „pentru spectatorii foarte tineri”, a rulat în perioada următoare în unele cinematografe bucureștene precum Lumina (decembrie 1973), Cotroceni (decembrie 1973), Viitorul (decembrie 1973), Timpuri Noi și Ferentari (decembrie 1973), Munca (decembrie 1973 – ianuarie 1974), Rahova (ianuarie 1974), Giulești (ianuarie 1974), Bucegi (ianuarie 1974), Crîngași (ianuarie–februarie 1974), Clubul Uzinelor Republica (februarie 1974), Doina (martie 1974) ș.a., dar și în unele cinematografe din alte orașe (de exemplu, la Iași, Pitești, Câmpulung Moldovenesc, Constanța, Suceava, Târgoviște, Rădăuți, Mangalia, Vatra Dornei, Cluj, Piatra Neamț, Pașcani, Roman, Târgu Mureș, Fălticeni, Reșița, Miercurea Ciuc, Alba Iulia, Craiova, Călărași, Satu Mare, Bârlad, Baia Mare, Slobozia, Adjud, Oradea, Curtea de Argeș, Târgu Neamț, Timișoara, Sebeș, Câmpulung Muscel, Odorheiu Secuiesc, Sighișoara, Reghin, Târnăveni, Sighetu Marmației,), inclusiv până în iulie 1976.

### Aprecieri critice
Criticul de film Tatiana Hlopleankina a consemnat în ediția din septembrie 1973 a buletinului informativ sovietic Спутник кинозрителя („Însoțitorul cinefilului”) că, în ciuda faptului că „aventurile lui Robinson sunt prea cunoscute ca să ne mai surprindă”, scenaristul Feliks Mîroner și regizorul Stanislav Govoruhin „se comportă ca și cum tocmai ar fi citit cartea pentru prima dată în viața lor”, ar fi fost „teribil de surprinși” de peripețiile personajului și „au făcut din surpriza lor starea principală de spirit a filmului”. Cei doi cineaști sovietici dezvăluie publicului, cu o oarecare surprindere, peisajul sălbatic în care Robinson ajunge să trăiască 28 de ani din viață, eforturile personajului de a-și construi acolo un cămin, dar și trăirile sale duale: nefericirea de a trăi singur într-un loc pustiu și, în același timp, fericirea de a fi liber și independent. În cronica menționată mai sus sunt lăudate, de asemenea, interpretările actorilor Leonid Kuravliov (Robinson Crusoe) și Irakli Hizanișvili („Vineri”), realizate „cu absolută seriozitate, fără nicio încercare de a regândi intriga familiară”. Concluzia criticului este că „dacă tratezi Robinsonada celebrului călător așa cum au făcut-o autorii filmului, poți extrage multe impresii interesante din adaptarea lor cinematografică”.
Uimitoarele aventuri ale lui Robinson Crusoe nu a trezit un interes deosebit în presa contemporană românească. Unul din puținii jurnaliști români care au scris o cronică a filmului a fost poetul Vladimir Udrescu, care a evidențiat în cotidianul Informația Bucureștiului că „pelicula studiourilor sovietice este un imn inchiriat forței umane”, ce dovedește că omul poate găsi în interiorul său „resurse nebănuite, uneori spectaculoase” atunci când este confruntat cu vitregiile destinului, și a menționat ca argument scena în care Robinson se îndoiește la început de puterile sale și, urmărind încercările unei insecte de a ieși de fiecare dată la suprafață după ce este acoperită de nisip, dobândește ambiția de a lupta cu destinul și de a supraviețui. Au fost elogiate, în aceeași cronică, interpretarea convingătoare a lui Leonid Kuravliov și acompanierea inspirată („cu o fascinantă sugestivitate”) a întâmplărilor prezentate în film cu fragmente muzicale compuse de Vivaldi. În opinia autorului cronicii, Uimitoarele aventuri ale lui Robinson Crusoe este „un film străbătut de sentimentul încrederii în viață și-n omeneasca putere biruitoare”.
Enciclopedia cinematografică germană Lexikon des internationalen Films descrie astfel acest film: „Adaptare cinematografică rusească a celebrului roman de aventuri. Naufragiatul Robinson, eșuat pe o insulă pustie, își găsește după mulți ani un tovarăș în Vineri, pe care îl salvează de canibali și cu care poate dejuca planurile echipajului răzvrătit al unei nave. Astfel, după 28 de ani, viața sa pe insulă ia sfârșit. Realizat meticulos, cu peisaje frumoase, dar pus în scenă de amatori – nimic mai mult decât o carte cu imagini colorate.”.

### Premiu
Uimitoarele aventuri ale lui Robinson Crusoe a obținut Premiul pentru cea mai bună imagine (directorul de imagine Oleg Martînov) la cea de-a VI-a ediție a Festivalului Unional de Film de la Alma-Ata din 1973.

## Galerie

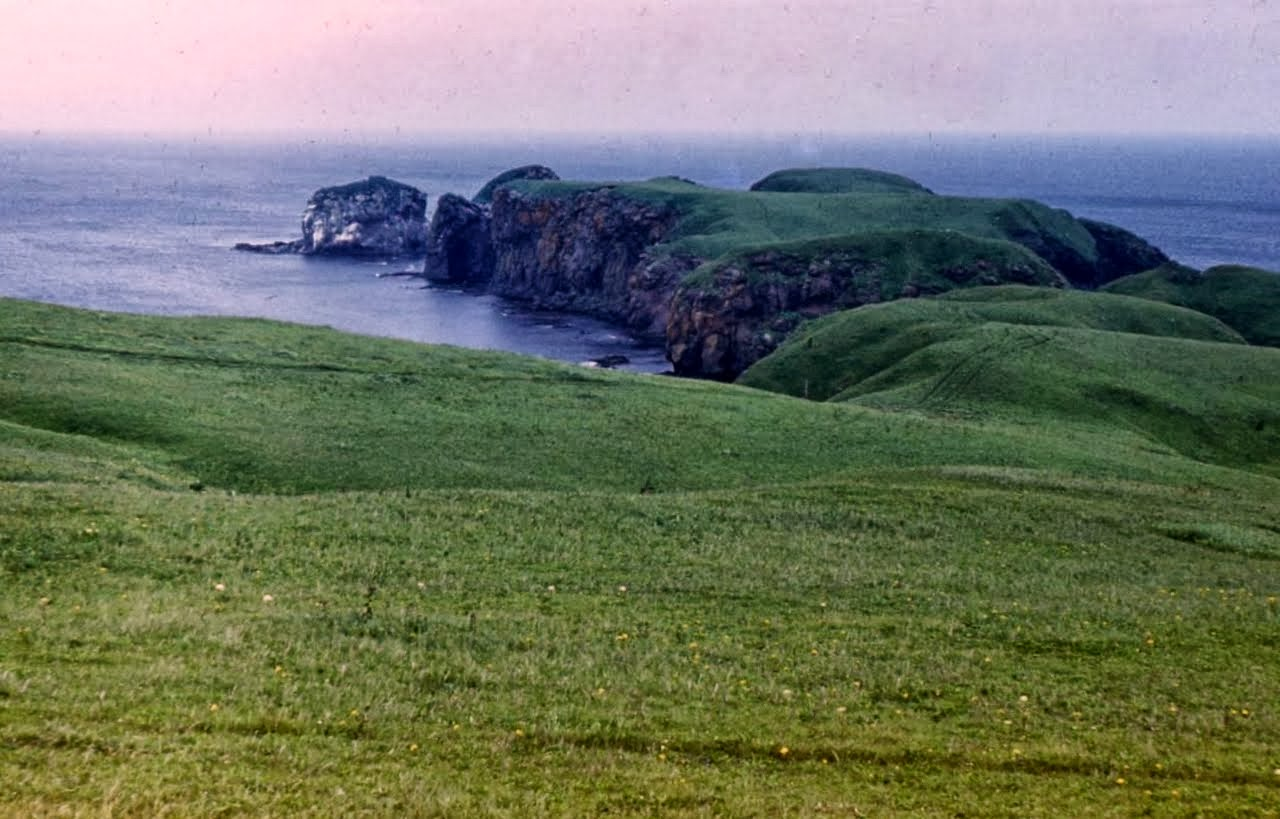
Coasta insulei Shikotan
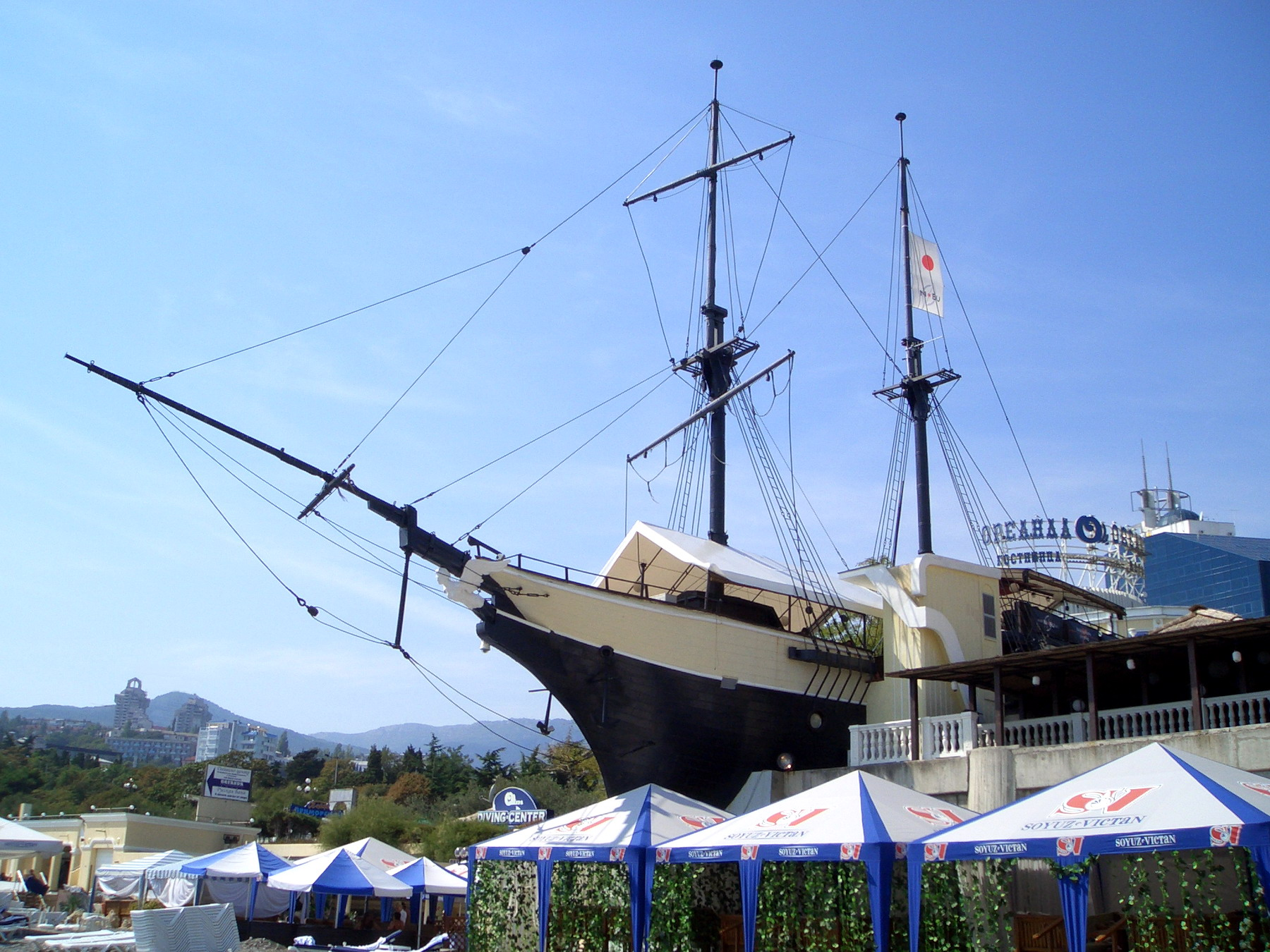
Goeleta-restaurant „Espaniola”, ancorată la Ialta